# Christian Tralléro
Pas d'image ? Cliquez ici

a Compétitions nationales et continentales officielles uniquement.

Christian Tralléro, né le 30 août 1952 à Béziers, est un joueur français de rugby à XV ayant évolué au poste de trois-quarts aile au RC Narbonne, au SC Mazamet et au CA Bédarieux.

## Biographie
Christian Tralléro joue avec le Racing Club Narbonne, club avec lequel il remporte le championnat de France 1979, inscrivant le seul essai de la victoire 10 à 0 face au Stade bagnérais lors de la finale disputée Parc des Princes à Paris,.
Avec celui-ci, il remporte également deux éditions du Challenge Yves du Manoir, en 1978, où le vainqueur de la rencontre l'opposant au AS Béziers, terminée sur le score de 19 partout, est désigné au nombre d'essai, et en 1979, 9 à 7 face à l'AS Montferrand.
Il arrête sa carrière au haut niveau le lendemain de son titre de champion de France pour rejoindre Bédarieux. Président, entraîneur, capitaine et joueur, il emmène ce club de la deuxième série régionale aux portes de la première division nationale. Il a ensuite évolué dans de nombreux clubs amateurs, remportant de nombreux titres de champion du Languedoc, le dernier à plus de 50 ans avec l'équipe de Saint-Jean-de-Védas.
Installé à Hérépian, dans l'Hérault, il fait partie des dirigeants qui décident en 2020 de relancer le Stade montpelliérain qui était en sommeil depuis 34 ans et la création du Montpellier HR.

## Palmarès
- Championnat de France de première division :
  - Vainqueur (1) : 1979[2]
- Challenge Yves du Manoir :
  - Vainqueur (2) : 1978[2] et 1979[5]
- Challenge Béguère (1) : 1979[réf. souhaitée]
- Bouclier d'automne (1) : 1978[réf. souhaitée]